# Laisiasa Gataurua
Laisiasa Gataurua (Tavua, 25 november 1981) is een voormalige Fijisch voetballer die bij voorkeur als Middenvelder speelt.  

## Carrière
Gataurua begon te voetballen bij Fiji olympisch voetbaleftal waarna hij de overstap maakte naar Suva FC. Op 30 juni 2003 in de thuiswedstrijd tegen Vanuatu maakte Gataurua zijn debuut voor Fiji voetbaleftal. Hij deed hele wedstrijd mee en de wedstrijd werd gelijkgespeeld met uitslag 0-0.  Hij heeft 13 wedstrijden gespeeld en 5 doelpunten gescoord voor zijn nationale ploeg. Hij zat in de selectie die deed mee aan het voetbaltoernooi op Zuid Pacific Games in 2003. 
Gataurua beëindigde zijn voetbalcarrière in 2014.